# انتقام اسنیک
انتقام اسنیک (به انگلیسی: Snake's Revenge) یک بازی ویدئویی دوبعدی به سبک مخفی‌کاری است که توسط کونامی برای سیستم سرگرمی نینتندو عرضه شده است. این بازی به‌طور غیررسمی، دنباله‌ای بر نسخهٔ ان‌ای‌اس و اولین بازی متال گیر می‌باشد، که وقایع آن سه سال بعد اتفاق می‌افتد. این بازی در آمریکایی شمالی در آوریل ۱۹۹۰ توسط اولترا سافتور و در اروپا در ۲۶ مارس ۱۹۹۲ بوسیلهٔ کونامی منتشر شده است. انتقام اسنیک با وجود اینکه در ژاپن ساخته شده بود، هرگز در آنجا منتشر نشد. اگرچه این تنها عنوان متال گیر بود که در ژاپن به‌طور انحصاری برای کشورهای غربی ساخته شده بود.
انتقام اسنیک اولین بازی در مجموعه بازی‌های متال گیر بود که بدون دخالت خالق این سری هیدئو کوجیما ساخته شده بود. در این قسمت نیز یکباره دیگر بازیکن کنترل شخصیت اسنیک را بر عهده دارد. هدف در این بازی نیز شبیه به نسخه قبلی است و بازیکن باید از دید دشمن و هرگونه تماسی با آن پرهیز به عمل آورد.